# 美國科學家聯盟
美國科學家聯盟（另譯：美国科学家联合会，The Federation of American Scientists，FAS），由當年某些參加曼哈頓計畫的科學家於1945年成立。在該組織的網站上宣稱有七十位諾貝爾獎得主支持贊助這個組織。

## 概述
聯盟內有數個計畫。大部分是關於美國大規模毀滅性武器（核武器、生化武器）介紹，以及美國政府與美國軍隊的介紹。也有探討世界其他國家的武器系統、核子安全、小型武器、生化防護、資訊科技、建築科技等等較小的計畫。聯盟也提供一些透過電子郵件發佈的新聞信。

### 美國政府機密
這個計畫挑戰美國政府不當的機密認定，並且鼓吹國家安全資訊的政策與執行的改革。2000年開始，這個計畫開始發布「Secrecy News」（保密新聞）免費新聞信，探討美國政府以及軍方資訊的處理、隱瞞與公開程序。

### 轟六事件
2013年5月29日，针对中国人民解放军的继图-4战略轰炸机之后第二种战略轰炸机轰-6的最新改型，航程起先报道为8000公里、后为9000公里的轰-6K，美国空军全球打击司令部中將詹姆斯·科沃尔斯基（James Kowalski）引用了美国科学家联盟核信息计划主管汉斯·克里斯藤森（Hans Kristensen）5月7日提交简报，简报声称中国的长剑-20空射巡航导弹和朝鲜的KN-09将在5年内问世。但是许多核问题专家认为，詹姆斯·科沃尔斯基夸大威胁，目的是确保额外的美国核武器现代化经费。
美国国防部5月份的一份报告指出轰-6只有“常规打击能力”，詹姆斯·马丁中心防核扩散研究所东亚防核扩散计划主管杰弗里·刘易斯（Jeffrey Lewis）认为该机将挂载“长剑-20”导弹。刘易斯认为美国空军核司令部的警告是“花招”，表示任何能够搭载1100磅载荷的导弹都可以被认为具备“核能力”。朝鲜导弹问题专家马库斯·席勒（Markus Schiller）也抱有同样观点。作为航空引擎工程师，席勒表示“一枚导弹不管顶部安装的是什么，哪怕导弹重量很轻，也可以安装核弹头。重要的是，核打击是弹头的任务而非导弹本身。因此可以說，每枚导弹都具有核能力，关键看安装的是什么弹头。”

## 外部連結
- 美國科學家聯盟 （页面存档备份，存于）（英文）。